# Miss May I
Miss May I es una banda estadounidense de Metalcore formada en Troy, Estados Unidos en 2007. Firmaron con Rise Records en 2008 y lanzaron su álbum de estudio, "Apologies Are for the Weak" a través del sello mientras que los miembros todavía asistían la escuela secundaria. El álbum alcanzó el número 29 en el Top Heatseekers de Billboard, y en el puesto #66 en el Top álbumes independientes. La banda también ha tenido grandes materiales recomendados en producciones de nombres; la canción "Forgive and Forget" se destaca en Saw VI Original Motion Picture Soundtrack, y su canción "Apologies Are for the Weak" está incluido en el videojuego Saints Row: The Third.
La banda mantuvo la misma formación desde su formación hasta 2024, cuando los guitarristas B.J. Stead y Justin Aufdemkampe dejaron la banda, con la única excepción del bajista Ryan Neff, quien dejó la banda en 2007 y se reincorporó en 2009. La banda ha lanzado siete álbumes de estudio: Apologies Are for the Weak (2009), Monument (2010), At Heart (2012), Rise of the Lion (2014), Deathless (2015), Shadows Inside  (2017) y su más reciente trabajo Curse of Existence  (2022).

## Historia

### Formación y primeros lanzamientos (2007–2009)
Miss May I se formó en 2007, en Troy, Ohio con los miembros originales son Levi Benton, Justin Aufdemkampe, BJ Stead, Jerod Boyd, y Ryan Neff. Neff abandonó a finales de 2007 para unirse a la banda de Cincinnati, Funeral Rose y luego fue reemplazado por Josh Gillespie.

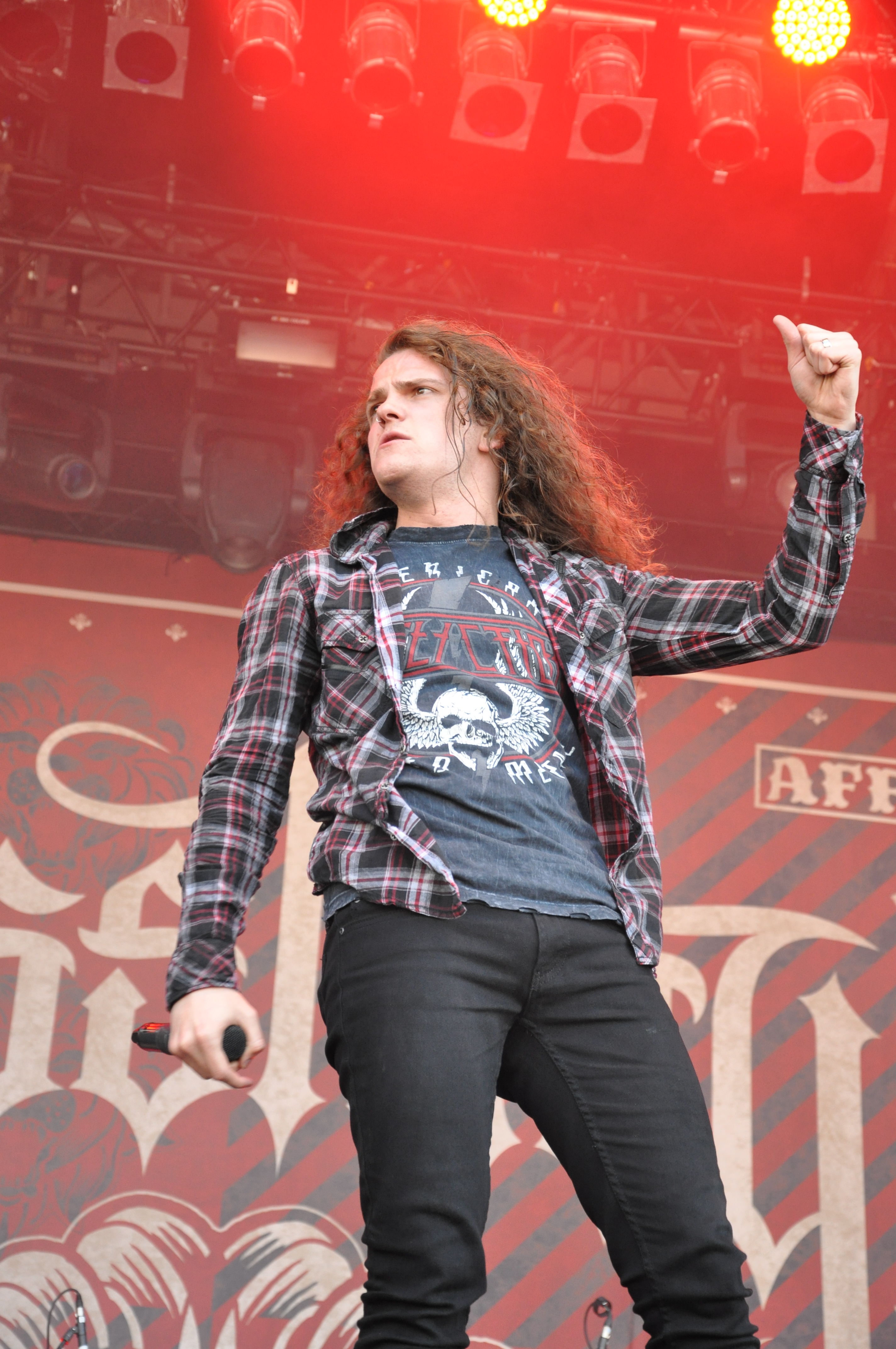
Levy Benton vocalista de la banda en el Rock am Ring 2014, Alemania.

A finales de 2007, la banda lanzó un EP de 5 canciones titulado "Vows for a Massacre" seguida de su demo en 2008, el año que viene, las cuales fueron autoeditado. Esta demo contiene 6 canciones, incluyendo "Architect" y "Tides", que más tarde se presentó en su primer álbum de larga duración, "Apologies Are for the Weak" en 2009. Fue después de este comunicado, que la banda se firmó en Rise Records.

### Monument(2010–2011)
Según el sitio web del productor Joey Sturgis' Foundation Studios, la banda había reservado tiempo de estudio en mayo de 2010 para grabar ostensiblemente el seguimiento de su álbum debut. Según el Twitter de Ryan Neff, el nuevo álbum sería algún tiempo lanzado en agosto junto con un nuevo videoclip.
El 11 de junio de 2010, Levi Benton anunció que habría una canción en el nuevo álbum llamado "Colossal" y que el álbum sería llamado "Monument" y confirmó su lanzamiento al ser el 17 de agosto de ese año. La obra de arte para que también fue revelado más adelante, acompañado con el MMI Lion de la portada de debut de la banda. El 2 de septiembre del 2010, Miss May I pudo lanzar su videoclip de  "Relentless Chaos" Dirigida por Thunder Down Country. En diciembre de 2010, la banda pudo entonces confirmado sus planes a aparecer en el Warped Tour 2011. El álbum alcanzó el puesto #10 en la lista de los álbumes Top Hard Rock, #15 en el Top de Álbumes Independientes y #31 en el Top de los Álbumes de Rock.
La banda apareció en el We Came as Romans Merchnow.com + Arkaik Clothing "I'm Alive" Tour de septiembre a octubre de 2011, con Close to Home, Of Mice & Men, y Texas in July. Tras "I'm Alive" Tour, la banda co-encabezó "No Guts No Glory" Tour con Pierce the Veil, Woe, Is Me y Letlive.

### At Heart(2011–2013)
Después de terminar los tour de 2011, la banda entró en el estudio durante todo el comienzo de 2012 para trabajar en un nuevo álbum que se estrenará en algún momento durante el verano. El 8 de marzo de 2012, la banda anunció que habían completado el nuevo álbum titulado "At Heart" y se establece en lanzar el álbum el 29 de mayo de 2012.
La banda pronto se partió en gira con Whitechapel, After the Burial, The Plot in You, Rescued By A Sinking Ship y Structures largo de marzo de 2012, seguido de una gira europea con Parkway Drive, The Ghost Inside y Confession hasta abril. La banda también se dispuso a recorrer con Whitechapel, The Ghost Inside, Within the Ruins y The Plot in You en Estados Unidos durante mayo de 2012. La banda lanza el videoclip "Hey Mister", el 3 de mayo en la página YouTube Rise Records. La banda tocó en el Warped Tour Summer de 2012, y encabezó el AP Tour en otoño. La banda admite Bullet for My Valentine un tour en marzo del 2013 por Reino Unido junto a Halestorm. Mientras que también apoya Killswitch Engage para Disarm the Descent tour in the Summer of 2013 con otros actos de apoyo como Affiance, The Word Alive y Darkest Hour.

### Rise of the Lion(2013–2015)
Recientemente se anunció que están de vuelta en el estudio, trabajando en nuevo material para su cuarto álbum de estudio, para un finales de 2013 / principios de 2014 la liberación con el productor Terry Date. Levi Benton dio a conocer un comunicado de prensa con respecto a sus planes para el nuevo álbum,
"No sabemos la fecha de lanzamiento. Tenemos la esperanza para este año. Estamos rodando muy duro para este año, pero puede ser que sea a principios del año próximo. Vamos a una muy gran productor de este tiempo, que estamos re, realmente entusiasmados, y cambiando el equipo de nuevo. estamos tratando de cambiarlo cada registro sólo para ver lo que podemos hacer. Supongo que ya que tenemos un montón de aceptación en nuestro último disco, tenemos una puerta más abierta a haciendo cosas locas. éramos como embrutecimiento hacia abajo un poco antes y ahora podemos ir a toda cabo. estamos trabajando con Terry Date, que hizo Pantera, Slipknot, Limp Bizkit, el nuevo record Bring Me the Horizon. estamos va a ir al 100% por ciento Miss May I. Estamos trayendo al león devuelta como la caratula y tenemos algunas ideas muy interesantes.".
A partir del 14 de septiembre de 2013 la banda han terminado las sesiones de grabación iniciales para su venida nuevo álbum con el productor Terry Date en el Studio X en Seattle, Washington. El grupo espera volver al estudio en noviembre para concluir el seguimiento del esfuerzo.
A principios de 2014, Miss May I regresará a Reino Unido e Irlanda con Killswitch Engage, Trivium y Battlecross.
El 20 de noviembre de 2013, la banda describe el sonido de su próximo álbum a través de Metal Hammer con el vocalista Levi Benton afirmando que "No hay dos canciones que suenan igual" y "...Después de un par de años de gira y en crecimiento, hemos vuelto a la escritura y han sido la adición de diferentes influencias. Hay un poco, las cosas más pesado más heavier, parte thrasher y no hay dos canciones que suenan igual. Estamos haciendo algo para desafiarnos a nosotros mismos y nuestros oyentes, pero el contenido de ambas también."
El 14 de diciembre de 2013, la banda anunció que están en busca de un fan para hacerse un tatuaje de su diseño del famoso león para la portada de su próximo álbum.
La banda ha publicado tres actualizaciones del álbum de estudio dedicado para su nueva página web, www.mmiriseofthelion.com, que brevemente detalle la batería, guitarras y voces para el nuevo álbum. El 25 de febrero de 2014, "Rise of the Lion" fue anunciado como el título del nuevo álbum. El álbum fue lanzado el 29 de abril de 2014.
La banda hizo una mini-gira con For the Fallen Dreams para apoyar el nuevo álbum "Rise of the Lion". También tocaron todo el Rockstar Energy Mayhem Festival durante todo el verano con bandas como Avenged Sevenfold, Korn, Cannibal Corpse, Trivium, Suicide Silence, Asking Alexandria, Veil of Maya, Darkest Hour, Upon a Burning Body, Body Count y Emmure.
En enero de 2015 que también apoyaron August Burns Red en el Frozen Flame Tour con Northlane, Fit for a King y ERRA.

### Deathless(2015–presente)
La banda grabó su quinto álbum de estudio con Joey Sturgis, quien grabó dos primeros discos de la banda. El álbum, titulado "Deathless", fue lanzado el 7 de agosto de 2015. El primer sencillo del "Deathless", "I.H.E.", fue lanzado el 17 de junio de 2015. Miss May I también tocó todo el Warped Tour 2015, registrando su tercera vez en el dicho tour. El 29 de julio de 2015, la canción principal de "Deathless" fue lanzado como el segundo sencillo del álbum.

## Visión religiosa
En una entrevista con el escritor de Dayton Daily News, Madeline Bush, cuando se les preguntó qué pensaban de su transmisión de música, Levy Benton respondió:
"Se nos ha pedido mucho si somos una banda cristiana debido a nuestras letras. Y la respuesta a eso es que no, pero algunos de nosotros son cristianos y otros no lo son. Pero a mí mismo como un cristiano, trato de no poner el mal mensaje negativo en nuestras letras. la mayor parte de lo que representamos es sólo una banda que toca a la multitud para ser feliz y amar lo que estamos haciendo todo lo que hacemos".

## Miembros
| Miembros actuales - Levi Benton – voz principal (2006–presente) - Jerod Boyd – batería (2006–presente) - Ryan Neff – voz melódica, bajo (2006–2007, 2009–presente) - Elisha Mullins – guitarra líder (2024–presente), coros (2024–presente) | Antiguos miembros - Josh Gillepsie – voz melódica, bajo (2007–2009) - B.J. Stead – guitarra líder (2006–2024), coros (2014–2024) - Justin Aufdemkampe – guitarra rítmica (2006–2024), coros (2014–2024) |

## Discografía

### Álbumes de estudio
| Año                                                            | Álbum                      | Discografía       | Posición de peak chart | Posición de peak chart | Posición de peak chart | Posición de peak chart |
| Año                                                            | Álbum                      | Discografía       | US                     | US Rock                | US Indep               | US Hard Rock           |
| -------------------------------------------------------------- | -------------------------- | ----------------- | ---------------------- | ---------------------- | ---------------------- | ---------------------- |
| 2009                                                           | Apologies Are for the Weak | Rise Records      | —                      | —                      | 66                     | —                      |
| 2010                                                           | Monument                   | Rise Records      | 76                     | 31                     | 15                     | 10                     |
| 2012                                                           | At Heart                   | Rise Records      | 32                     | 12                     | 5                      | 3                      |
| 2014                                                           | Rise of the Lion           | Rise Records      | 21                     | 6                      | 4                      | 2                      |
| 2015                                                           | Deathless                  | Rise Records      |                        |                        |                        |                        |
| 2017                                                           | Shadows Inside             | SharpTone Records |                        |                        |                        |                        |
| 2022                                                           | Curse of Existence         | SharpTone Records |                        |                        |                        |                        |
| "—" denota una grabación que no fue lanzado en ese territorio. |                            |                   |                        |                        |                        |                        |

### EP
- 2007 – "Vows for a Massacre"

### Bandas sonoras
- 2009 – "Forgive and Forget (Saw VI Soundtrack)"

## Videos musicales
| Año  | Canción                                  | Director             |
| ---- | ---------------------------------------- | -------------------- |
| 2009 | "Architect" (versión demo)               | Thunder Down Country |
| 2009 | "Forgive and Forget"                     | Spencer Nicholson    |
| 2009 | "Forgive and Forget (Saw VI Soundtrack)" | Spencer Nicholson    |
| 2010 | "Relentless Chaos"                       | Thunder Down Country |
| 2010 | "Our Kings"                              | Thunder Down Country |
| 2011 | "Masses of a Dying Breed"                | Thunder Down Country |
| 2011 | "Relentless Chaos (en vivo)"             | Cole Dabney          |
| 2012 | "Hey Mister"                             | Thunder Down Country |
| 2012 | "Day By Day"                             | Thunder Down Country |
| 2012 | "Ballad of a Broken Man"                 | (sin información)    |
| 2014 | "Gone"                                   | Brad Golowin         |
| 2014 | "Echoes"                                 | Brad Golowin         |
| 2014 | "You Want Me"                            | (sin información)    |
| 2014 | "Hero with No Name"                      | (sin información)    |
| 2015 | "I.H.E."                                 | Max Moore            |
| 2015 | "Deathless"                              | Max Moore            |